# مدرسه حقوق دانشگاه میشیگان
مدرسه حقوق دانشگاه میشیگان (انگلیسی: University of Michigan Law School) دانشکده حقوق زیر نظر دانشگاه میشیگان بوده و یک موسسه تحقیقاتی عمومی در آن آربر واقع در میشیگان است. این مدرسه در سال ۱۸۵۹ تاسیس شد. مدرسه حقوق دانشگاه میشیگان به طور پیوسته در میان بهترین مدرسه‌های حقوق در ایالات‌ متحده و جهان قرار دارد. از جمله فارغ‌التحصیلان برجسته این مدرسه حقوق میتوان به  فرانک مورفی و جورج ساترلند و همچنین شمار زیادی از مدیران اجرایی شرکت‌ها اشاره کرد. حدود ۹۸ درصد از فارغ‌التحصیلان سال ۲۰۱۹، ده ماه پس از فارغ‌التحصیلی به کار گرفته شدند.